# نشان ملی یونان
نشان ملی یونان (یونانی: Εθνόσημο της Ελλάδας)، یک صلیب بر سپری است که توسط دو برگ بو احاطه شده است.

## نگارخانه

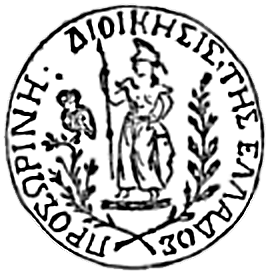
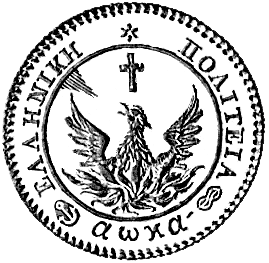